# Extra ecclesiam nulla salus
Extra ecclesiam nulla salus is een Latijnse uitspraak die in de theologie en de kerkgeschiedenis grote betekenis heeft. De uitspraak betekent letterlijk "buiten de kerk geen heil (redding of zaligheid)". Deze formulering werd voorbereid door Ignatius van Antiochië, Ireneüs van Lyon en Clemens van Alexandrië, maar kreeg zijn expliciete formulering bij Cyprianus (De unitate ecclesiae, c. 6).

## Katholieke Kerk
Deze uitspraak is ontstaan in een tijd (2e en 3e eeuw na Chr.) met een wereldbeeld waarin Kerk en wereld in uitgestrektheid nagenoeg schenen samen te vallen. Ieder mens werd toen geacht met de christelijke boodschap geconfronteerd te zijn. In de christelijke theologie werd deze uitspraak in die tijd dan ook strikt geïnterpreteerd. Tijdens het Concilie van Florence legde Paus Eugenius IV in 1442 dit geloofspunt als ex cathedra uitspraak vast (dogma). "Niet alleen heidenen, maar ook Joden, ketters en schismatici" zijn volgens deze uitspraak van dit concilie en haar pausen "uitgesloten van het heil en stevenen af op de verdoemenis, indien zij zich niet voor het einde van hun leven bekeren tot de ware Kerk van Christus (de katholieke Kerk)".
Naarmate het wereldbeeld van de mensheid zich heeft verbreed (ontdekking van andere volkeren en werelddelen), kwam daar elders verandering in (vergelijk het concilie van Trente (1545-1563)). De Kerk bleef echter bij haar standpunten en sloot eenieder uit de heilsgemeenschap die zich met vol geweten tegen de katholieke leer opstelde.
Ook vandaag wordt deze uitspraak genuanceerd. Zonder de sacramenten en de Kerk, die zelf als sacrament voor en in de wereld wordt gedefinieerd, is er voor mensen geen redding. De Kerk is in deze theologie onmisbaar voor de bemiddeling van het heil. Door de ware Kerk van Christus deelt God het heil aan mensen uit. Omdat de Katholieke Kerk als de enige kerk van Christus wordt gezien, heeft zij ook "het beste zicht op de openbaring".
Enerzijds erkent de Katholieke Kerk sinds het Tweede Vaticaans Concilie (1962-1965), dat God zich veelvuldig tegenwoordig stelt, niet alleen jegens de enkeling, maar ook jegens de volkeren in de rijkdom van hun spiritualiteit, die in de religies zijn wezenlijke expressie vindt. De aanwezigheid van elementen van heiliging en waarheid zijn daarom evenwel ook buiten de zichtbare Kerk waar te nemen, hoewel dit niet de eenduidige helderheid en werkzaamheid van de sacramenteel handelende Kerk evenaart. Anderzijds weet de Kerk zich op mysterievolle wijze verbonden met alle mensen van goede wil en derhalve kan zij ook buiten de direct zichtbare Kerk werkzaam zijn. Een voorbeeld zijn protestantse kerkgenootschappen, wier werkzaamheid afgeleid is van de aan de Katholieke Kerk toevertrouwde "volheid van genade en waarheid".
Het Tweede Vaticaans Concilie stelt dat de Kerk van Christus "zich bevindt in (subsistit in) de Katholieke Kerk, die door de opvolger van Petrus en de met hem verenigde bisschoppen wordt bestuurd", en tegelijkertijd erkent het dat "ook buiten haar schoot meerdere bestanddelen van heiliging en waarheid te vinden zijn die, als de eigen gaven van de Kerk van Christus, naar de katholieke eenheid heenstuwen". En verder wordt uitgelegd, dat "De afgescheiden Kerken en gemeenschappen zijn dus, ook al hebben zij vanuit onze geloofsovertuiging tekorten, in het heilsmysterie allerminst zonder betekenis en zonder waarde. De Geest van Christus weigert immers niet ze te gebruiken als heilsmiddelen, die hun kracht juist ontlenen aan de volheid van genade en waarheid, die aan de Katholieke Kerk is toevertrouwd".
Deze ecclesiologische zienswijze maakte een genuanceerde interpretatie van extra ecclesiam nulla salus mogelijk en is met name neergelegd in de pastorale constitutie Gaudium et Spes van het Tweede Vaticaans Concilie alsook de documenten Unitatis Redintegratio en Dominus Iesus (2000).
Katholieke traditionalisten wijzen de opvattingen van Vaticanum II over het extra ecclesiam nulla salus af en beschouwen deze als een breuk met de traditie en leer van de Kerk. De overeenkomst met opvattingen zoals nog door paus Pius XII uitgelegd in zijn encycliek Humani Generis (1950) is duidelijk. Pius XII beschrijft degenen die de noodzakelijkheid tot de zichtbare Katholieke Kerk ("die één en hetzelfde is als de ware Kerk van Christus", HG, Nr. 27) te behoren, verminderen en verwateren als "dwaalleraars". Zijn voorganger Pius XI benadrukte in Mortalium Animos (1928) ook de exclusiviteit van het heil in de Katholieke Kerk en dat niemand die met persoonlijke instemming buiten eenheid met de Apostolische Stoel van Rome en de onderwerping aan de dogmatische inhoud van het katholiek geloof blijft, aan het heil kan deelachtig worden.

## Reformatie
De kerk van de Reformatie heeft het Extra ecclesiam nulla salus van Cyprianus opnieuw geïnterpreteerd. Johannes Calvijn schrijft in zijn Institutie over de kerk als moeder: Het is de plek waar wij het nieuwe leven ontvangen. En verder: Er is voor ons geen andere ingang tot het leven, indien de kerk ons niet in haar schoot ontvangt. Volgens de reformatoren valt de ware kerk echter niet samen met een zekere denominatie of stroming - en zeker niet met de Rooms-Katholieke Kerk - maar is deze van alle tijden en plaatsen en verbonden door de Heilige Geest. De Nederlandse Geloofsbelijdenis verwoordt het als volgt (artikel 27): Ook mede is deze heilige Kerk niet gelegen, gebonden, of bepaald in een zekere plaats, of aan zekere personen, maar zij is verspreid en verstrooid door de gehele wereld; nochtans samengevoegd en verenigd zijnde met hart en wil in één zelfden Geest, door de kracht des geloofs. Tevens wordt hierin gesteld dat .. buiten haar geen zaligheid is en dat daarom ieder de plicht heeft zich bij deze kerk te voegen (artikel 28).